# Stundenbuch von Saint-Omer

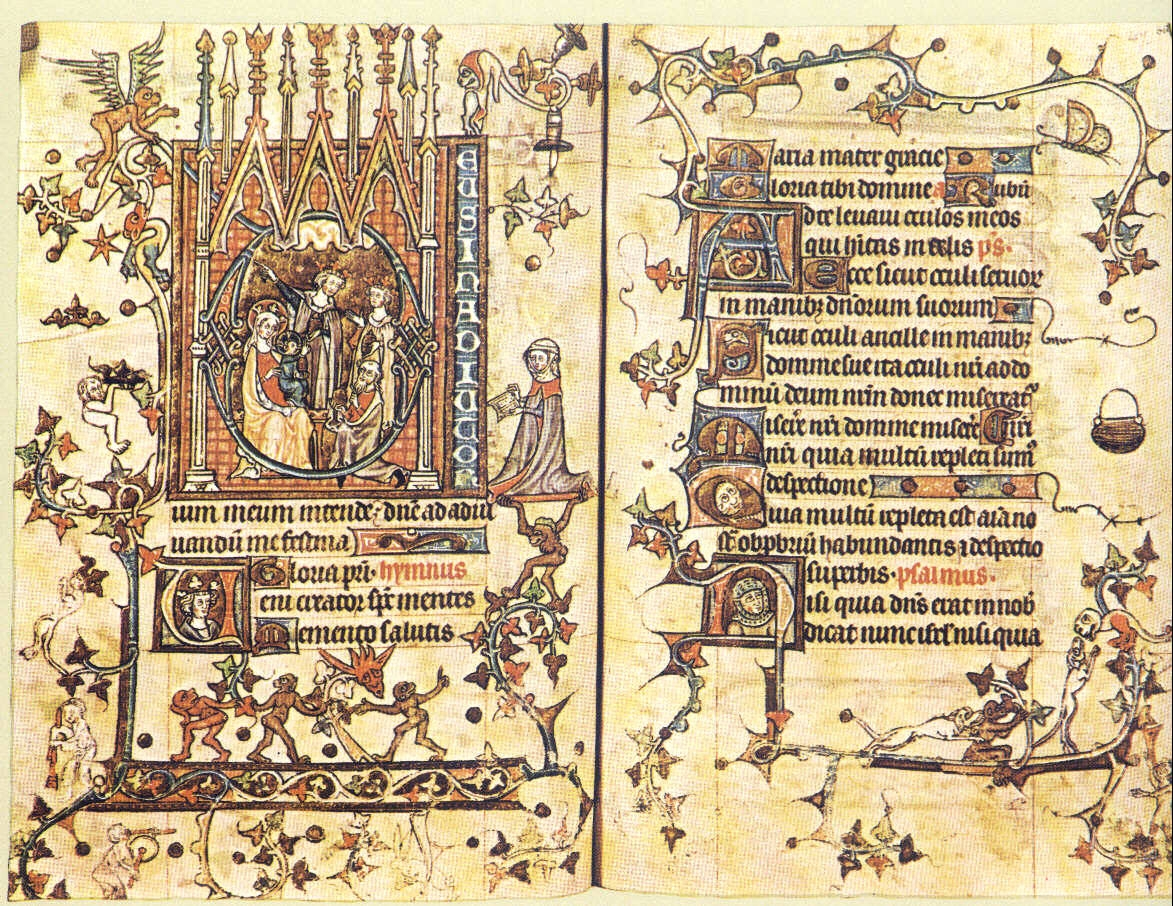
Miniatur Anbetung der Könige

Das Stundenbuch von Saint-Omer erhielt seinen Namen nicht nach der ersten Besitzerin, sondern nach der Stadt Saint-Omer im heutigen Nordfrankreich, die der heilige Audomar, auch Omer oder Otmar, ein Mönch und erster Bischof von Tarvanna (heute Thérouanne), im 7. Jahrhundert christianisiert und gegründet hatte. Er ist im Kalendarium des Stundenbuches am 17. und 21. Oktober vermerkt. Diese Einträge der Weihe seiner Kirche und des Auffindens seiner Reliquien sind in Blau gehalten.

## Beschreibung
Liturgie von Arras. Nordfrankreich, um 1320–1330. 15,3 × 10,5 cm, 155ff.
Figürliche Initialen auf punktiertem und rautenförmigem Goldgrund, Stab- und Efeublatt-Bordüren mit Drolerien und anderen figürlichen Randverzierungen.
British Library, London, Add. MS 36684 und Morgan Library & Museum, New York City, MS M754

## Marguerite de Beaujeu
Die Handschrift wurde für Marguerite de Beaujeu geschrieben und illuminiert.
Sie war eine Nichte Humberts II. und wurde mit Ebles VIII., genannt Hélie († vor 1297), Vicomte de Ventadour verheiratet. Weiter war Marguerite eine Nichte von Guillaume de Beaujeu, einem Großmeister des Templerordens.
Ihr Sohn Bernard, 1329 ein Nachfolger als Vicomte de Ventadour, kam 1358 in den Besitz der Grafschaft Montpensier.  Robert und Bernard de Ventadour, Söhne Bernards, verkauften Montpensier 1381 an Jean de Valois, duc de Berry.

## Miniaturen

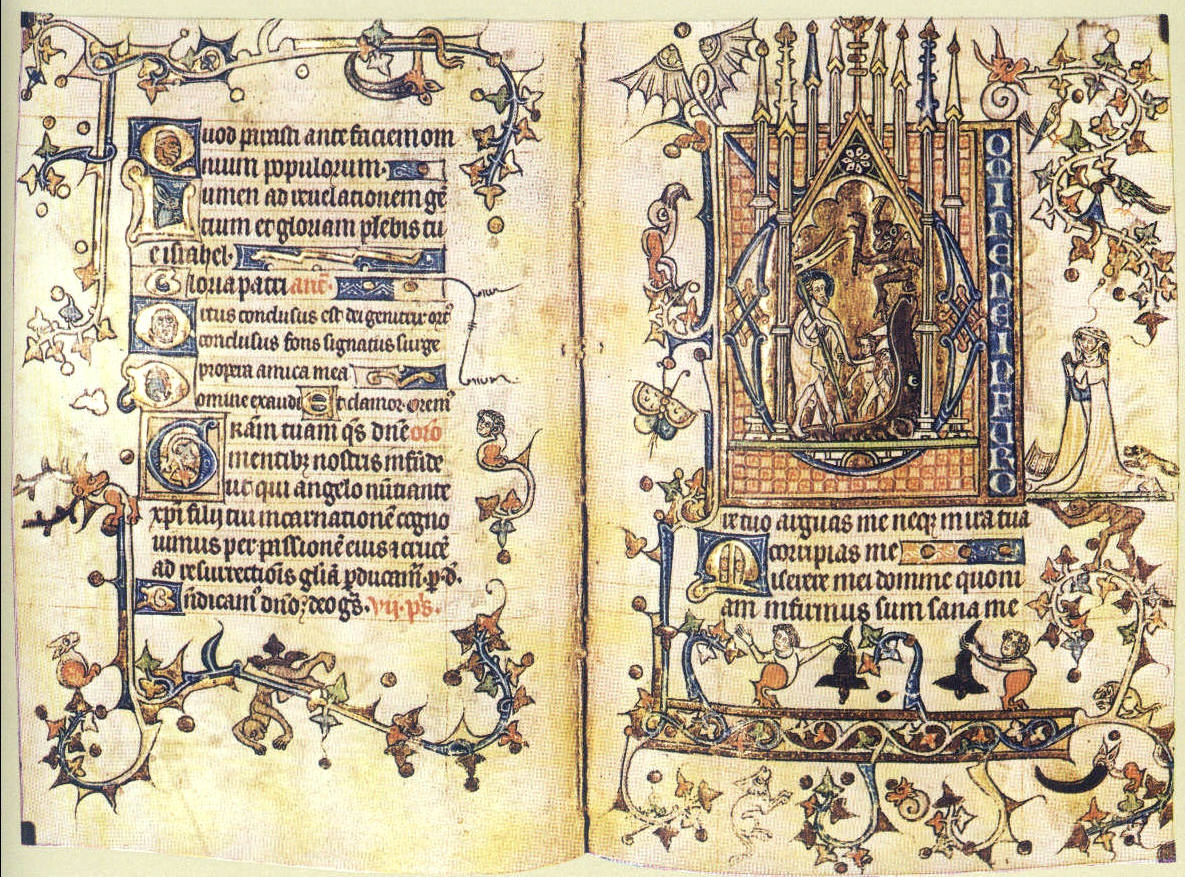
Miniatur Christi Höllenfahrt

Marguerite erscheint auf den Rändern jener Seiten, auf denen durch Miniaturen auf die wesentlichen Unterteilungen des Textes hingewiesen wird. Im Marienoffizium kniet sie zur Sext auf einer von einem Affen gehaltenen Plattform und betrachtet die Anbetung der Könige. Auch bei den Bußpsalmen ist sie zu sehen, diesmal bei der Höllenfahrt, die sie betrübt, denn sie hat ihr Gebetbuch auf den Boden gelegt oder fallen gelassen; vielleicht bietet ihr Hund ihr einen gewissen Trost. Die Höllenfahrt Christi, ein dramatisches und beliebtes Thema, ist in Stundenbüchern häufig in Verbindung mit dem Jüngsten Gericht zu finden. Der Bericht vom Abstieg Christi nach der Kreuzigung in die Vorhölle zur Errettung der Seelen der Gerechten stammt aus dem apokryphen Evangelium des Nikodemus und ist nicht in den kanonischen Evangelien enthalten. Der Höllenschlund wurde meist als Kiefer des Ungeheuers Leviathan dargestellt. Auf der betreffenden Seite dieses Stundenbuches entwickelt sich der Rahmen der Initiale D aus den Hinterbeinen eines mit Flügeln versehenen Tieres in der oberen linken Ecke, dessen Kopf und Vorderbeine sich in dem Flechtwerk verlieren. Ähnlich entwickelt sich die Initiale der Anbetung der Könige aus einem geflügelten Affen.